# Аль-Касум
Региональный совет Аль-Касум (ивр. אל קסום‎, араб. لالسحرية‎) — региональный совет в Южном округе Израиля, включающий в себя Дрижат и бедуинские деревни Аль-Сайид,  Кухла, Мулада, Умм-Батин и Тирабин-аль-Сана.
Общая численность населения составляет около 10 000 человек. Есть также бедуины, живущие в непризнанных деревнях, точное число которых неизвестно. Региональный совет Аль-Касум, как и региональный совет Неве-Мидбар являются основной ареной для реализации плана Прайера, реализация которого была отложена в 2013 году.

## История
Региональный совет «Аль-Касум» был создан 6 ноября 2012 года Министерством внутренних дел Израиля совместно с региональным советом «Неве-Мидбар» разделением бывшего регионального совета «Абу-Басма». Решение о создании двух отдельных региональных советов было обусловлено численностью населения в районе ликвидированного регионального совета.

## Население
По статистическим данным Центрального статистического бюро Израиля население регионального совета на 2024 год составляет 18 996 человек.